# كرايغ كونيل
كرايغ كونيل (بالإنجليزية: Craig Connell) هو دراج نيوزلندي، ولد في 7 سبتمبر 1967 في أوكلاند في نيوزيلندا.

## وصلات خارجية
- كرايغ كونيل على موقع أرشيف الدراجات (الإنجليزية)
- كرايغ كونيل على موقع إحصائيات الدراجات الإحترافية (الإنجليزية)
- كرايغ كونيل على موقع أوليمبيديا (الإنجليزية)